# Kōbu gattai
Le kōbu gattai (公武合体, « union de la cour impériale et du shogunat ») était une politique dans le Japon du Bakumatsu visant à obtenir une coordination politique entre le bakufu et la cour impériale.
La politique a été adoptée après l'assassinat du premier ministre Naosuke Ii en 1860. L'assassinat, combiné avec les soulèvements populaires contre la présence des étrangers, a forcé le bakufu à assouplir sa position politique et à adopter la politique de compromis de kōbu gattai sur la suggestion du domaine de Satsuma et du domaine de Mito. Les années suivantes, le shogunat et la cour impériale se combattirent pour la suprématie politique.

## Source de la traduction
- (en) Cet article est partiellement ou en totalité issu de l’article de Wikipédia en anglais intitulé « Kōbu gattai » (voir la liste des auteurs).

1. ↑  (en) Louis G. Perez, Modern Japan : A Historical Survey, ReadHowYouWant.com, 2011, 616 p. (ISBN 978-1-4596-1430-7, lire en ligne), p. 142.
2. ↑  (en) Yasuhiro Makimura, Yokohama and the Silk Trade : How Eastern Japan Became the Primary Economic Region of Japan, 1843–1893, Lexington Books, 2017, 296 p. (ISBN 978-1-4985-5560-9, lire en ligne), p. 112.